# 6746 Zagar
6746 Zagar è un asteroide della fascia principale. Scoperto nel 1994, presenta un'orbita caratterizzata da un semiasse maggiore pari a 2,6003075 UA e da un'eccentricità di 0,1577062, inclinata di 12,71075° rispetto all'eclittica.
È stato così nominato in memoria dell'astronomo italiano Francesco Zagar.